# AF Gloria Bistriţa

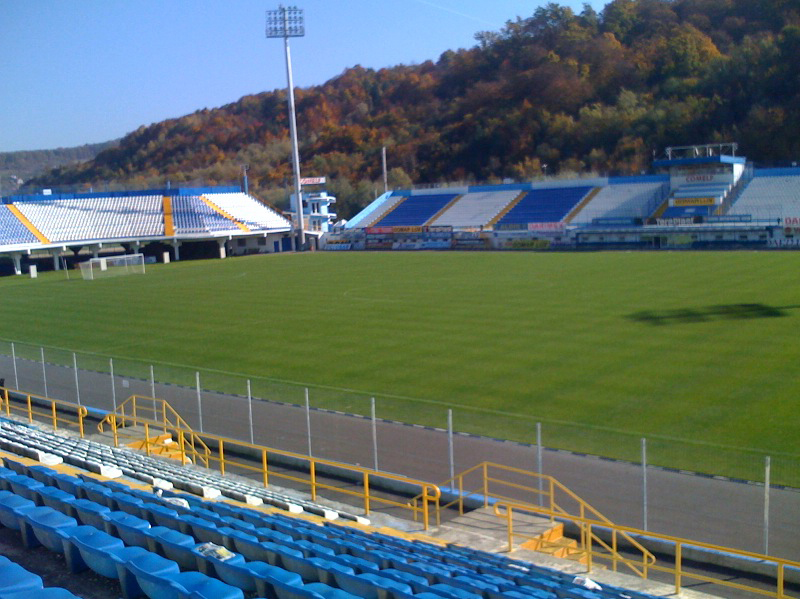
Estadi Jean Padureanu.

L'Academia de Fotbal Gloria Bistrița és un club de futbol romanès de la ciutat de Bistrița.

## Història
El club va ser fundat el 6 de juliol de 1922. Evolució del nom:
- 1922: Ceramica Bistrița
- 1954: Progresul Bistrița
- 1956: CS Gloria Bistrița
- 1992: CF Gloria 1922 Bistrița
- 2014: Gloria Progresul Bistriţa
- 2015: AF Gloria Bistrița

Fins a l'any 2008 el club havia jugat 18 temporades a la primera divisió romanesa. Ha participat diversos cops en competicions europees, com la Copa Intertoto de 2007, en la que eliminà el OFK Grbalj i Maccabi Haifa, però fou eliminat per l'Atlètic de Madrid, tot i la victòria romanesa a Bistrița per 2-1, i derrota 1-0 a Madrid. Els seus majors títols foren la Copa romanesa de 1993-94 i la copa de la lliga de 2000.

## Palmarès
- Segona divisió romanesa de futbol: 
  - 1989-90
- Tercera divisió romanesa de futbol: 
  - 1957-58, 1969-70, 1974-75
- Quarta divisió romanesa de futbol: 
  - 2015-16

- Copa romanesa de futbol: 
  - 1993-94
- Copa de la Lliga romanesa de futbol: 
  - 2000